# Спановський Люціан-Болеслав

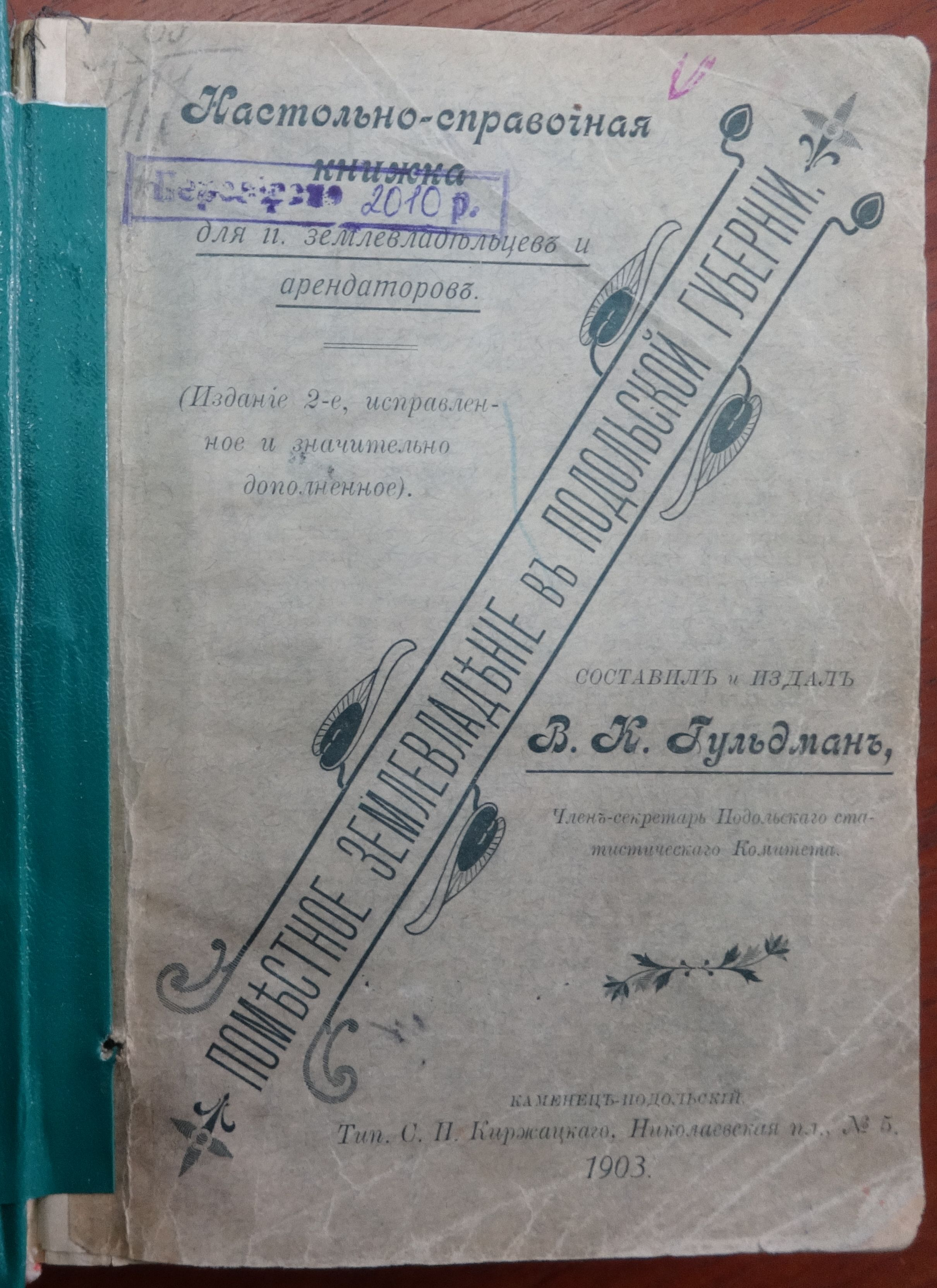
Поместное землевладение в Подольской губернии

Спановський Люціан-Болеслав (пол. Lucjan-Bolesław Spanowski) — з 1849 року по 1903 рік поміщик в с. Бедриківці Кузьминської волості Проскурівського повіту Подільської губернії (на даний момент Городоцького району Хмельницької області).

## Походження
Народився у 1819 році у дворянській сім'ї польського походження Петра Спановського (1787—1849) та Юліани Гринівецької (1795 р.н.). Після розділу в кінці XVIII століття (1772—1795) Речі Посполитої, що існувала на території сучасних Польщі, України, Білорусі, Литви, Латвії, південної Естонії та західної Росії, представники шляхетського польського роду Спановських залишилися проживати в Подільській та Чернігівській губерніях, увійшовши до складу підданих Російської імперії. Дворянський рід Гринівецькі (пол. Hryniewiecki) є давнім благородним родом герба Пржегоня або Остоя також польського походження, нащадки якого проживали в Подільській, Гродненській, Ковенській, Мінській, Волинській та Київській губерніях.

## Сім'я
Спановський Люціан-Болеслав був одружений з Тетяною Довгою та мав двох синів Василя Болеславовича Спановського та Івана Болеславовича Спановського. Указом № 6339 від 23 вересня 1853 року (архівна справа1829 року № 624) його разом з батьком Спановським Петром, а також двома братами Олександром-Августом-Адріаном (1815 р.н.) та Іваном-Кантієм (1816—1865) було внесено до ІІІ частини родословної книги дворян Подільської губернії, що отримали право потомственого дворянства по ордену.

## Володіння
Спановському Люціану-Белаславу належала частина села Бедриківці загальною площею усього землеволодіння 278 десятин, яке він отримав у спадок від батька. Інша частина села загальною площею землі 346 десятин належала поміщику Виноградському Олександру Миколайовичу. Станом на 1903 рік Спановський Л.-Б. усе своє землеволодіння передав в оренду товариству Городоцький цукровий завод, а сам проживав у місті Городок Кам'янецького повіту Подільської губернії. На початку 1918 року після встановлення в селі Радянської влади всі поміщицькі землі та майно було конфісковано.
Маєток родини Спановського Л.-П. знаходився в селі Бедриківці Кузьминської волості у 44 верстах від повітового міста Проскурова. 1 десятину усієї землі маєтку займала садиба, 240 десятин — орні землі та 37 десятин — ліс. Ліс знаходиться за селом Бедриківці зі сторони села Кузьмин й до теперішнього часу в місцевого населення так і закріпив назву Спановський, або ще його називають Шпановським лісом.